# O Pastor Mentiroso e o Lobo

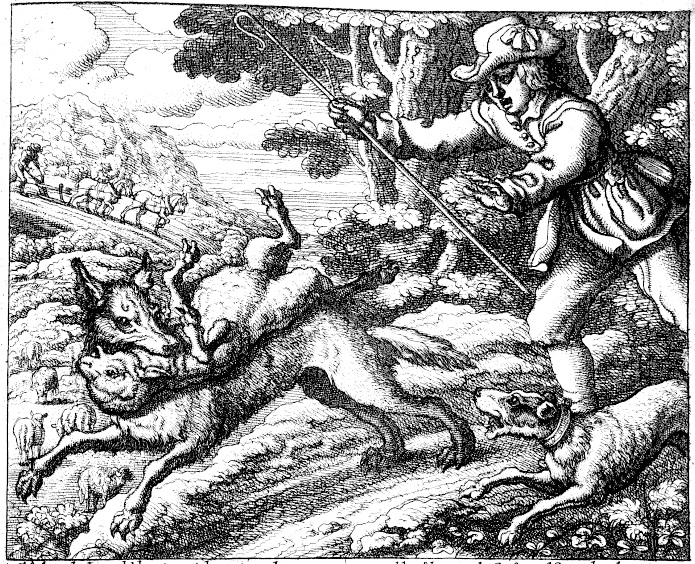
Ilustração da fábula por en, 1687.

O Pastor Mentiroso e o Lobo, O Pastor Mentiroso, O Pastorzinho Mentiroso ou O Jovem Pastor e o Lobo é uma fábula de Esopo. Em Portugal é por vezes também conhecida como O Pedro e o Lobo.

## História
Era uma vez um jovem pastor que costumava levar o seu rebanho de ovelhas para a serra a pastar. Como estava sozinho durante todo o dia, aborrecia-se muito. Então, pensou numa maneira de ter companhia e de se divertir um pouco. Voltou-se na direção da aldeia e gritou: "Lobo! Lobo!". Os camponeses correram em seu auxílio. Não gostaram da graça, mas alguns deles acabaram por ficar junto do pastor por algum tempo. O rapaz ficou tão contente que repetiu várias vezes a façanha. Alguns dias depois, um lobo saiu da floresta e atacou o rebanho. O pastorzinho pediu ajuda, gritando ainda mais alto do que costumava fazer: "Lobo! Lobo!". Como os camponeses já tinham sido enganados várias vezes, pensaram que era mais uma brincadeira e não o foram ajudar. O lobo pôde encher a barriga à vontade porque ninguém o impediu. Quando regressou à aldeia, o rapaz queixou-se amargamente, mas o homem mais velho e sábio da aldeia respondeu-lhe: "Na boca do mentiroso, o certo é duvidoso."

## Morais
- Mentir acaba sempre por trazer as suas consequências.
- Ninguém acredita num mentiroso, mesmo quando ele diz a verdade.
- Não devemos brincar com coisas sérias.